# Lijst van onroerend erfgoed in Linter
Een overzicht van het onroerend erfgoed in de gemeente Linter. Het onroerend erfgoed maakt deel uit van het cultureel erfgoed in België.

## Bouwkundig erfgoed
| Object                                                    | Erfgoedstatus?                       | Bouwjaar of architect | Deelgemeente        | Adres                      | Coördinaten                  | Nummer? | Afbeelding                                                |
| --------------------------------------------------------- | ------------------------------------ | --------------------- | ------------------- | -------------------------- | ---------------------------- | ------- | --------------------------------------------------------- |
| Parochiekerk Sint-Folianus met kerkhof                    | Monument orgel (monument)            |                       | Neerlinter          | Grote Steenweg             | 50° 50' 22" NB, 5° 1' 11" OL | 42597   | Parochiekerk Sint-Folianus met kerkhof                    |
| Kasteel van Neerlinter                                    |                                      |                       | Neerlinter          | Kasteelstraat 12           | 50° 50' 37" NB, 5° 1' 15" OL | 42598   | Kasteel van Neerlinter                                    |
| Dorpswoning                                               |                                      |                       | Neerlinter          | Grote Steenweg 39          | 50° 50' 21" NB, 5° 1' 9" OL  | 42599   | Dorpswoning                                               |
| Villa                                                     |                                      |                       | Neerlinter          | Grote Steenweg 47          | 50° 50' 23" NB, 5° 1' 14" OL | 42600   | Villa                                                     |
| Sint-Luciakapel                                           |                                      |                       | Neerlinter          | Heidestraat                | 50° 51' 16" NB, 5° 1' 17" OL | 42602   | Sint-Luciakapel                                           |
| Parochiekerk Sint-Mauritius                               | orgel (monument)                     |                       | Neerhespen          | Langstraat                 | 50° 47' 40" NB, 5° 3' 10" OL | 42603   | Parochiekerk Sint-Mauritius                               |
| Hoeve                                                     |                                      |                       | Neerhespen          | Langstraat 34              | 50° 47' 30" NB, 5° 2' 54" OL | 42605   | Hoeve                                                     |
| Gesloten hoeve                                            | Monument                             |                       | Neerhespen          | Langstraat 80              | 50° 47' 40" NB, 5° 3' 15" OL | 42607   | Gesloten hoeve                                            |
| Herenhuis                                                 |                                      |                       | Neerhespen          | Geldenakenstraat 3         | 50° 47' 47" NB, 5° 3' 9" OL  | 42608   | Herenhuis                                                 |
| Parochiekerk Sint-Pancratius                              |                                      |                       | Melkwezer           | Dorpsstraat z.nr.          | 50° 49' 20" NB, 5° 3' 33" OL | 42609   | Parochiekerk Sint-Pancratius                              |
| Twee schuren in leembouw                                  |                                      | gesloopt              | Melkwezer           | Begijnhofstraat 17-19      | 50° 49' 25" NB, 5° 3' 24" OL | 42610   | Twee schuren in leembouw                                  |
| Woonhuis van 1747                                         |                                      |                       | Melkwezer           | Dorpsstraat 69             | 50° 49' 20" NB, 5° 3' 28" OL | 42612   | Woonhuis van 1747                                         |
| Site Waterhof met perenboomgaard                          | Monument                             |                       | Melkwezer           | Waterhofstraat 2           | 50° 48' 25" NB, 5° 3' 60" OL | 42613   | Site Waterhof met perenboomgaard                          |
| Parochiekerk Sint-Pieter met kerkhof                      | Monument orgel (monument)            |                       | Orsmaal-Gussenhoven | 3e Regt.Lansiersstraat     | 50° 48' 15" NB, 5° 3' 45" OL | 42615   | Parochiekerk Sint-Pieter met kerkhof                      |
| Onze-Lieve-Vrouwekapel, Smidskapel of Witte kapel         | Monument                             |                       | Orsmaal-Gussenhoven | Helen-Bosstraat z.nr.      | 50° 48' 20" NB, 5° 3' 46" OL | 42616   | Onze-Lieve-Vrouwekapel, Smidskapel of Witte kapel         |
| 't Hof ten Steen                                          | Monument                             |                       | Orsmaal-Gussenhoven | Helen-Bosstraat 30         | 50° 48' 14" NB, 5° 3' 42" OL | 42617   | 't Hof ten Steen                                          |
| Woonhuis                                                  |                                      |                       | Orsmaal-Gussenhoven | Sint-Truidensesteenweg 214 | 50° 48' 12" NB, 5° 3' 53" OL | 42619   | Woonhuis                                                  |
| Gesloten hoeve                                            |                                      |                       | Orsmaal-Gussenhoven | Helen-Bosstraat 92         | 50° 48' 32" NB, 5° 4' 14" OL | 42620   | Gesloten hoeve                                            |
| Restanten parochiekerk Sint-Lambertus                     |                                      |                       | Orsmaal-Gussenhoven | Oude Kerkstraat            | 50° 48' 9" NB, 5° 3' 33" OL  | 42621   | Restanten parochiekerk Sint-Lambertus                     |
| Parochiekerk Sint-Sulpitius                               | orgel (monument)                     |                       | Overhespen          | Geldenakenstraat 23        | 50° 47' 41" NB, 5° 2' 22" OL | 42622   | Parochiekerk Sint-Sulpitius                               |
| Pastorie van 1780                                         |                                      |                       | Overhespen          | Geldenakenstraat 25        | 50° 47' 41" NB, 5° 2' 21" OL | 42623   | Pastorie van 1780                                         |
| Parochiekerk Sint-Kwinten en kerkhof met familienecropool | Monument familienecropool (monument) |                       | Wommersom           | Sint-Kwintensstraat        | 50° 48' 48" NB, 5° 1' 7" OL  | 42625   | Parochiekerk Sint-Kwinten en kerkhof met familienecropool |
| Pastorie Sint-Kwintensparochie                            | Monument                             |                       | Wommersom           | Sint-Kwintensstraat 11     | 50° 48' 47" NB, 5° 1' 7" OL  | 42626   | Pastorie Sint-Kwintensparochie                            |
| Gesloten hoeve Beenshof                                   |                                      |                       | Wommersom           | Beinshoevestraat 1, 5      | 50° 48' 14" NB, 5° 0' 5" OL  | 42627   | Gesloten hoeve Beenshof                                   |
| Parochiekerk Onze-Lieve-Vrouw-van-het-Heilig-Hart         |                                      |                       | Drieslinter         | Grote Steenweg             | 50° 50' 39" NB, 5° 2' 47" OL | 42629   | Parochiekerk Onze-Lieve-Vrouw-van-het-Heilig-Hart         |
| Dorpswoning                                               |                                      |                       | Drieslinter         | Grote Steenweg 275         | 50° 50' 44" NB, 5° 2' 53" OL | 42630   | Dorpswoning                                               |
| Watermolen Geensmolen                                     | Monument                             |                       | Drieslinter         | Molenstraat 20             |                              | 200176  | Watermolen Geensmolen                                     |
| Boerenwoning                                              |                                      |                       | Orsmaal-Gussenhoven | Waterhofstraat 61          |                              | 216430  | Boerenwoning                                              |

### Bouwkundige gehelen
| Object            | Erfgoedstatus? | Bouwjaar of architect | Deelgemeente        | Adres                                                                      | Coördinaten | Nummer? | Afbeelding        |
| ----------------- | -------------- | --------------------- | ------------------- | -------------------------------------------------------------------------- | ----------- | ------- | ----------------- |
| Dorpskern Orsmaal | Dorpsgezicht   |                       | Orsmaal-Gussenhoven | 3e Regt.Lansiersstraat, Ezelsbaan, Helen-Bosstraat, Sint-Truidensesteenweg |             | 302467  | Dorpskern Orsmaal |